# Större knutguldstekel
Större knutguldstekel (Hedychrum nobile) är en stekelart som först beskrevs av Giovanni Antonio Scopoli 1763.

## Taxonomi
Större knutguldstekel ingår i släktet knutguldsteklar (Hedychrum), och familjen guldsteklar (Chrysididae).

## Utbredning
Arten är reproducerande i Sverige och förekommer i Iran.

## Bildgalleri

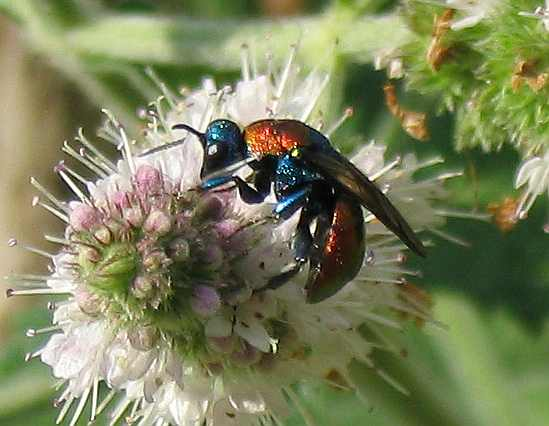
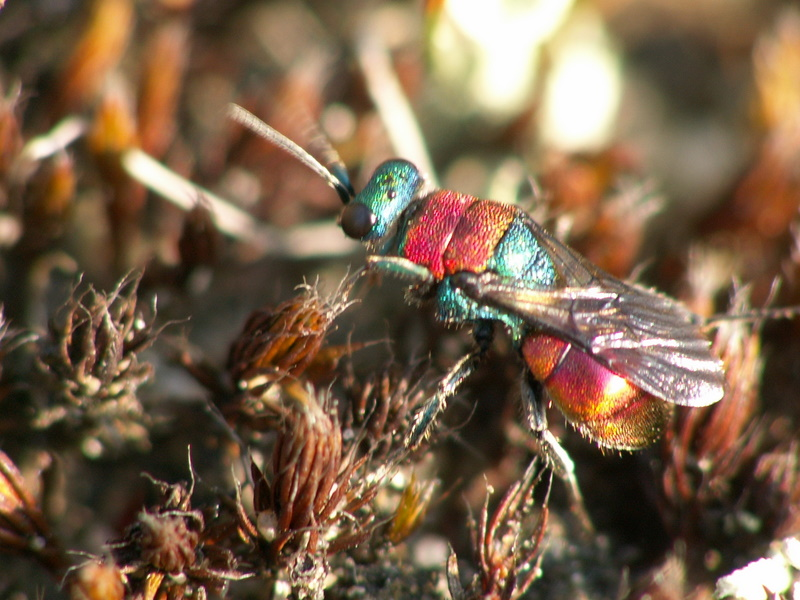
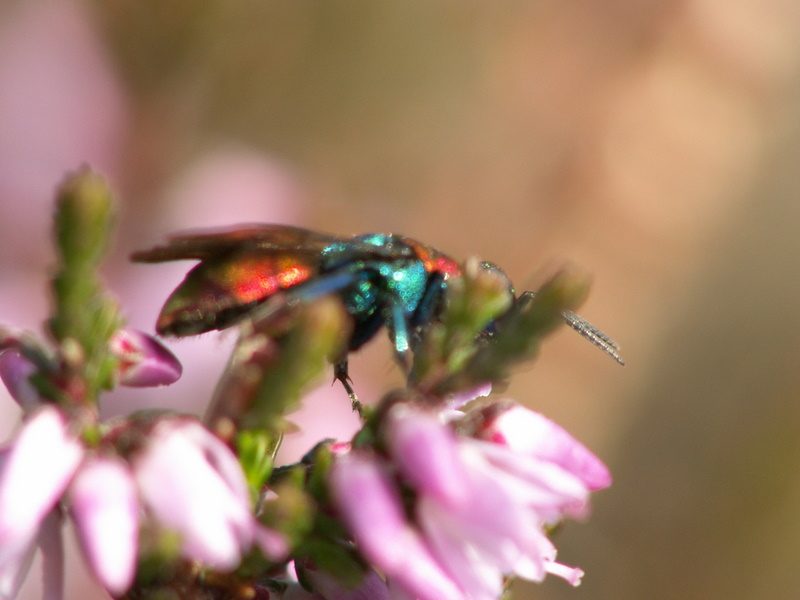